# Aeroportul Erbogachen
Aeroportul Erbogachen (IATA: ERG, ICAO: UIKE) este un aeroport din Regiunea Irkutsk, Rusia. Aeroportul a fost tranzitat în 2017 de 7.865 de pasageri.
Situat la o altitudine de 291 m, aeroportul dispune de o singură pistă.